# 押忍!!ふんどし部!
『押忍!!ふんどし部!』（おっす ふんどしぶ）は、日本の舞台作品。略称は「おすふん」。細川徹脚本・河原雅彦演出。2010年に初演、2012年・2013年に再演された。2012年の日本ふんどし協会による、ベストフンドシスト特別賞を受賞している。2013年秋には続編の舞台『続!!押忍!!ふんどし部!』が上演された。
2013年4月からテレビ神奈川ほかでテレビドラマ化された。

## 概要
ある高校の学園祭でかつて行われ、今は忘れ去られている「白ふん流し」の復活を目指すふんどし部を描いた青春おバカ熱血学園ドラマ。

## あらすじ
かつて聖（セント）エルモス学園には、毎年学園祭に有志が集まり「白ふん流し」という演目を披露するのが伝統になっていた。しかし時代は流れ、今では忘れ去られていた。そんな学園に入学してきた一人の純朴な少年を中心に伝統を復活させるべく、五人のイケメン男子たちが立ち上がる。しかしながら、行く手を阻むものも…。
果たして、「白ふん流し」は成功するのか!?

## 登場人物

### 聖エルモス学園

#### ふんどし部
富永一郎太（とみなが いちろうた）
聖エルモス学園に転校してきた少年。何の変哲もないことがコンプレックス。
なぜか車先輩と及川に目をつけられ、白ふん流しをめぐる騒動に巻き込まれていく。
及川幸雄（おいかわ ゆきお）
学園一の優等生。首には常に双眼鏡をぶら下げて周囲を監視し、やたらと校内事情に精通。
幼少の頃より父親にその素晴らしさを聞き、白ふん流しに憧れている。
白神貞美（しらがみ さだみ）
人間離れした武勇伝を持つ学園一の不良。硬派に見えて実は女にモテたくて仕方がない。
ふんどしを付けると女にモテると勘違いし入部。
北川心（きたがわ しん）
学園一モテる男。女に追い回されなくなると踏んで入部。
日野原順（ひのはら じゅん）
学園一不思議な男。ピアノとダンスが得意。
なんか面白そう、という理由で入部。

#### その他
羽鳥三兄弟（はとり）
理事長の腰巾着として暗躍し学園を牛耳る。結束は異常に硬いが、三男と長男・次男はぞっとするほど似ていない。
上条ミツル（かみじょう みつる）
テレビドラマ版のオリジナルキャラクター。理事長の息子ゆえ、学園内で逆らえる者はいない存在。母の命令には絶対服従を誓っている。
羽鳥三兄弟を使って、ふんどし部の活動を阻止することに全力を注ぐ。
美咲（みさき）
テレビドラマ版のオリジナルキャラクター。北川のことが大好きで追いかけ回す。
北川がふんどし姿になることに大反対。何とかしてやめさせたいと思っている。
理事長
聖エルモス学園の頂点に君臨。なぜかふんどし部の活動を極度に嫌悪している。
車先輩（くるま）
常にふんどし姿で富永たちの前に現れるふんどし部OB。
白ふん流しが行われなくなったことを嘆き、現・ふんどし部員を熱血指導する。

## 公演リスト

### 押忍!!ふんどし部!（舞台）
| 公演   | 会場           | 日程                  | 回数   |
| ------ | -------------- | --------------------- | ------ |
| 初演   | 山野ホール     | 2010年11月19日 - 21日 | 全4回  |
| 再演   | CBGKシブゲキ!! | 2012年1月6日 - 15日   | 全11回 |
| 再々演 | CBGKシブゲキ!! | 2013年2月6日 - 11日   | 全8回  |

#### キャスト
（★はテレビドラマと同一のキャスト）
| 役                         | 初演             | 再演             | 再々演            |
| -------------------------- | ---------------- | ---------------- | ----------------- |
| 富永一郎太                 | 木戸邑弥         | 木戸邑弥         | 白洲迅★           |
| 及川幸雄                   | 川原一馬         | 川原一馬         | 川原一馬★         |
| 白神貞美                   | 海老澤健次       | 海老澤健次       | 海老澤健次★       |
| 北川心                     | 金子直史         | 上山竜司         | 君沢ユウキ        |
| 日野原順                   | 坂口涼太郎       | 坂口涼太郎       | 坂口涼太郎★       |
| 羽鳥兄弟・長男             | 冨森ジャスティン | 君沢ユウキ       | 冨森ジャスティン★ |
| 羽鳥兄弟・次男             | 冨森アンドリュー | 冨森アンドリュー | 金井成大★         |
| 羽鳥兄弟・三男             | 加藤諒           | 加藤諒           | 加藤諒★           |
| 理事長                     | 林希             | 林希             | シルビア・グラブ  |
| 車先輩                     | 田鍋謙一郎       | 清水宏           | 清水宏            |
| 体育の先生/及川の父/司会者 | 小松利昌         | 小松利昌         | 田鍋謙一郎        |
| 不良1                      | 明樂哲典         | 明樂哲典         | 明樂哲典          |
| 不良2                      | 金井成大         | 広瀬諒人         | 広瀬諒人          |

#### スタッフ
| 役割 | 担当者                                  |
| ---- | --------------------------------------- |
| 脚本 | 細川徹                                  |
| 監修 | 河原雅彦（再々演）                      |
| 演出 | 河原雅彦（初演・再演） 清水宏（再々演） |

### 続!!押忍!!ふんどし部!
2013年9月6日 - 16日にCBGKシブゲキで公演された。

#### キャスト（続編）
- 木戸邑弥
- 川原一馬
- 海老澤健次
- 君沢ユウキ
- 加藤諒
- 坂口涼太郎
- 冨森ジャスティン
- 金井成大
- 明樂哲典
- 広瀬諒人
- 白洲迅(特別映像出演)
- 緒方陽太
- 柳橋さやか
- 小松利昌
- 林希
- 田鍋謙一郎
- 清水宏

#### スタッフ（続編）
- 作:細川徹
- 演出:河原雅彦

## テレビドラマ
『DANCE&MUSIC 熱血学園ドラマ 押忍!!ふんどし部!』のタイトルで2013年4月11日からテレビ神奈川ほか各局にて、また同7月14日からBSフジにて全国放送された。全13話。
また、『DANCE&MUSIC 熱血学園ドラマ 押忍!!ふんどし部! シーズン2 〜南海怒濤篇〜』のタイトルで沖縄を舞台に続編が制作され、2014年1月3日からテレビ神奈川ほか各局にて放送された。全11話。

### キャスト（テレビドラマ）

#### 主要人物
- 富永一郎太 - 白洲迅
- 浜島海斗 - 木戸邑弥（シーズン2 〜南海怒濤篇〜）
- 及川幸雄 - 川原一馬、須田瑛斗（5歳）
- 白神貞美 - 海老澤健次
- 北川心 - 上山竜司
- 日野原順 - 坂口涼太郎
- 羽鳥兄弟・長男 - 冨森ジャスティン
- 羽鳥兄弟・次男 - 金井成大
- 羽鳥兄弟・三男（ヒロアキ） - 加藤諒
- 上条ミツル - 君沢ユウキ
- 美咲 - 奥村佳恵
- 謎の少年（浜島海斗） - 菊地銀河（シーズン2 〜南海怒濤篇〜）
- 理事長 - 堀内敬子
- 浜島海太郎 - 八十田勇一（シーズン2 〜南海怒濤篇〜）
- 番台男 - 山内圭哉（シーズン2 〜南海怒濤篇〜）
- 下鴨川林檎 - シルビア・グラブ（シーズン2 〜南海怒濤篇〜）
- ナビィ - 安倍なつみ（シーズン2 〜南海怒濤篇〜）
- 車先輩 - 古田新太

#### その他
- フミオ - 明樂哲典
- リョウタ - 広瀬諒人
- アク - 田中恭平
- アイ - 今村美歩
- アミ - 仲村瑠夏
- アキ - 山内優花
- ナカジマ - 中島妙子
- 等々力力（解説） - 清水宏
- 二子玉多摩（実況） - 小松利昌
- 用務員 - 田鍋謙一郎

#### ゲスト（シーズン1）
- 及川の父 - 橋本さとし（第1、3、8、12話）
- 保健の先生（緑倉幸一） - 大倉孝二（第2、4、8、11、12話）
- おネエ - コング桑田（第3話）
- 双子 - 三倉茉奈、三倉佳奈（第4話）
- アンケートおばさん - 林希（第5話）
- 中越典子似の女 - 中越典子（第6話）
- 又木健吉 - 池田成志（第7話）
- 外科医 - 河原雅彦（第8話）
- ビフォー - 三倉茉奈（第8話）
- アフター - 三倉佳奈（第8話）
- ばあや - 犬山イヌコ（第9話）
- 白神の母 - 一路真輝（第10話）
- 道徳の先生（下鴨川桃香） - シルビア・グラブ（第11、12話）
- 実行委員長 - 松下洸平（第11、12、13話）

#### ゲスト（シーズン2 〜南海怒濤篇〜）
- 又木先輩 - 池田成志（第1、2話）
- 案内人 - 川満聡（第1、2話）
- 釜城ディレクター - 内田滋（第3、5話）
- 美咲の父 - 岸祐二（第3話）
- 保健の先生（緑倉幸一） - 大倉孝二（第3、8、9話）
- 琉神マブヤー（特別出演） - 翁長大輔（第4話）
- 松尾貴史が演じる著名人 - 松尾貴史（第5、6、9話）
- 及川の父 - 橋本さとし（第6話）
- 宮里七海 - 大橋澪乃（第6、7、10話）
- 宮里賢吉 - 末吉功治（第6、7話）
- 老村 - 田鍋謙一郎（第7、9話）
- 通りすがりの双子 - 三倉茉奈、三倉佳奈（第9話）

### スタッフ（テレビドラマ）
- 原作 - 細川徹
- 脚本 - 山名宏和
- 監修 - 河原雅彦
- 音楽 - 佐藤史朗
- 振付・ダンス指導 - 林希
- ナレーター - 橋本さとし
- ゼネラル・プロデューサー - 北牧裕幸（キューブ）、高橋典子（キューブ）
- プロデューサー - 荒田昌員（共同テレビジョン）
- 演出 - 根本和政、倉木義典（シーズン1・第3、6、9話）、植木美帆（シーズン1・第8、10話、シーズン2・第3話、5話）、西浦茜（シーズン2・第6話）
- 演出補 - 倉木義典（シーズン1）、植木美帆（シーズン1、2）、西浦茜（シーズン2）、菅原正登（シーズン2）
- 制作 - 共同テレビジョン
- 企画・製作 - キューブ

### 主題歌
- wacci「誰ニモマケズ」（シーズン1）
- wacci「同じ空の下」（シーズン2 〜南海怒濤篇〜）

### ネット局
シーズン1
| 放送対象地域   | 放送局              | 放送期間                | 放送日時           | 『前夜祭』放送日時    | 備考                         |
| -------------- | ------------------- | ----------------------- | ------------------ | --------------------- | ---------------------------- |
| 神奈川県       | テレビ神奈川（tvk） | 2013年4月11日 - 7月4日  | 木曜 22:00 - 22:30 | 4月4日 22:00 - 22:30  |                              |
| 東京都         | TOKYO MX（MX）      | 2013年4月15日 - 7月8日  | 月曜 25:30 - 26:00 | -                     |                              |
| 中京広域圏     | 中部日本放送（CBC） | 2013年4月17日 - 7月10日 | 水曜 26:08 - 26:38 | 4月10日 26:08 - 26:38 |                              |
| 広島県         | 広島テレビ（HTV）   | 2013年4月21日 - 7月28日 | 日曜 25:50 - 26:20 | 4月14日 26:20 - 26:50 |                              |
| 青森県         | 青森朝日放送（ABA） | 2013年4月25日 - 7月25日 | 木曜 25:20 - 25:50 | -                     | 第12話は7月17日水曜日に放送  |
| 長崎県         | 長崎放送（NBC）     | 2013年4月29日 - 7月22日 | 月曜 25:02 - 25:32 | 4月22日 23:58 - 24:28 | （初回 25:08 - 25:38）       |
| 岡山県・香川県 | 岡山放送（OHK）     | 2013年4月30日 - 7月23日 | 火曜 25:45 - 26:15 | 4月23日 25:45 - 26:15 |                              |
| 宮城県         | 仙台放送（OX）      | 2013年6月8日 - 9月14日  | 土曜 25:50 - 26:20 | 5月18日 26:10 - 26:40 |                              |
| 熊本県         | 熊本朝日放送（KAB） | 2013年7月7日 - 9月8日   | 日曜 25:40 - 26:40 | 7月7日 25:40 - 26:10  | 2話連続放送                  |
| 山口県         | テレビ山口（tys）   | 2013年7月12日 - 10月    | 金曜 26:12 - 26:42 | 7月5日 26:12 - 26:42  |                              |
| 全国           | BSフジ              | 2013年7月14日 - 10月2日 | 日曜 24:00 - 24:30 | -                     | 最終話のみ水曜 23:30 - 24:00 |

シーズン2 〜南海怒濤篇〜
| 放送対象地域 | 放送局                | 放送期間               | 放送日時           | 『前夜祭』放送日時           | 備考 |
| ------------ | --------------------- | ---------------------- | ------------------ | ---------------------------- | ---- |
| 神奈川県     | テレビ神奈川（tvk）   | 2014年1月3日 -         | 金曜 21:00 - 21:30 | 2013年12月24日 21:00 - 21:30 |      |
| 東京都       | TOKYO MX（MX）        | 2014年1月11日 -        | 土曜 20:30 - 21:00 | 1月4日 20:30 - 21:00         |      |
| 福島県       | 福島中央テレビ（FCT） | 2014年1月27日 -        | 月曜 10:25 - 10:55 | 1月20日 10:25 - 10:55        |      |
| 岡山・香川県 | 岡山放送（OHK）       | 2014年4月11日 -6月20日 | 金曜 26:10 - 26:40 | 4月4日 26:10 - 26:40         |      |

### 放送日程
シーズン1
| 各話   | 放送日  | サブタイトル                   | 演出     |
| ------ | ------- | ------------------------------ | -------- |
| 第1話  | 4月11日 | 幻の白ふん流し                 | 根本和政 |
| 第2話  | 4月18日 | 学園一の不良                   | 根本和政 |
| 第3話  | 4月25日 | 学園一不思議な男               | 倉木義典 |
| 第4話  | 5月02日 | 学園一モテる男                 | 根本和政 |
| 第5話  | 5月09日 | 白神デート25時                 | 根本和政 |
| 第6話  | 5月16日 | 上條の甘い罠                   | 倉木義典 |
| 第7話  | 5月23日 | 危険な合宿                     | 根本和政 |
| 第8話  | 5月30日 | 及川、倒れる!?                 | 植木美帆 |
| 第9話  | 6月06日 | 羽鳥三男の苦悩                 | 倉木義典 |
| 第10話 | 6月13日 | 母とふんどしと僕たち           | 植木美帆 |
| 第11話 | 6月20日 | 逆風がいっぱい                 | 根本和政 |
| 第12話 | 6月27日 | 嵐を呼ぶ学園祭                 | 根本和政 |
| 第13話 | 7月04日 | 白ふん流し、そして未来へ・・・ | 根本和政 |

シーズン2 〜南海怒濤篇〜
| 各話   | 放送日  | サブタイトル                 | 演出     |
| ------ | ------- | ---------------------------- | -------- |
| 第1話  | 1月03日 | ふんどし南海合宿             | 根本和政 |
| 第2話  | 1月10日 | ニュー・フェイス・パラダイム | 根本和政 |
| 第3話  | 1月17日 | サマー上手                   | 植木美帆 |
| 第4話  | 1月24日 | 迷探偵登場                   | 根本和政 |
| 第5話  | 1月31日 | ローカルスター誕生!          | 植木美帆 |
| 第6話  | 2月07日 | 塩辛い恋のメロディ           | 西浦茜   |
| 第7話  | 2月14日 | 青い春のサンゴ礁             | 根本和政 |
| 第8話  | 2月21日 | 夢遊ぶように眠りたい         | 根本和政 |
| 第9話  | 2月28日 | 大冥界                       | 根本和政 |
| 第10話 | 3月07日 | おれらは踊る                 | 根本和政 |
| 最終話 | 3月14日 | 黒い七人の褌                 | 根本和政 |

### 関連番組
放送開始に先立って、ナビゲーション番組『「押忍!!ふんどし部!」前夜祭 ふんどしって何だ!? 徹底解明スペシャル!!』が放送された。
シーズン2放送開始に先立って、ナビゲーション番組『「押忍!!ふんどし部!」前夜祭 おすふん2の魅力! 徹底解剖スペシャル!!』が放送された。

## 関連商品

### CD
- 『押忍!!ふんどし部!』サウンドトラック（2013年5月12日発売、発売元：キューブ）

### DVD
- 押忍!!ふんどし部! 入部案内 DVD（2013年4月26日発売、発売元：ポニーキャニオン）
- 熱血学園ミュージカル cube neXt『押忍!!ふんどし部!』（2013年6月30日発売、発売元：キューブ）
- DANCE&MUSIC 熱血学園ドラマ 押忍!!ふんどし部! DVD-BOX（2013年9月18日発売、発売元：ポニーキャニオン）
- 押忍!!ふんどし部! SEASON2 〜南海怒濤篇〜 DVD-BOX（2014年9月17日発売、発売元：ポニーキャニオン）